# Coma Witch
Coma Witch è il settimo album in studio del gruppo metalcore statunitense The Acacia Strain, pubblicato nel 2014.

## Tracce

### CD 1
1. Human Disaster – 3:46
2. Cauterizer – 3:19
3. Send Help (featuring Max Cavalera dei Soulfly) – 3:26
4. Holy Walls of the Vatican – 3:23
5. VVorld Demise (featuring Brendan Garrone degli Incendiary) – 3:00
6. Nailgun – 4:22
7. Graveyard Shift (featuring Sven de Caluwé degli Aborted) – 3:48
8. Bridgepainter – 3:47
9. Whale Shark – 3:19
10. Delusionalisphere – 4:35

### CD 2
1. Observer – 27:32